# 吉岡直賢
吉岡 直賢（よしおか なおかた、生没年不詳）は戦国時代の剣豪。吉岡直元の孫、吉岡直光の子、吉岡直綱、吉岡直重、吉岡重賢の父。吉岡流の兵法家。憲法、憲房。

## 生涯
吉岡当主は代々憲法を名乗る。直元が将軍足利義晴に仕え、直光が足利義輝の兵法指南となり、京都今出川に道場を開き「兵法所」と言われた。
直賢は上洛した足利義昭に出仕し、兵法指南を務めた。小倉碑文で宮本武蔵の父新免無二と義昭の御前試合で戦ったとされている吉岡某を直賢とするのが一般的とされている。